# Henri Toivonen
Henri Toivonen (Jyväskylä, 25 agosto 1956 – Castirla, 2 maggio 1986) è stato un pilota di rally finlandese degli anni 1980.
Suo padre Pauli Toivonen fu un pilota di rally negli anni sessanta, e anche suo fratello minore Harri intraprese la carriera di rallista.

## Biografia

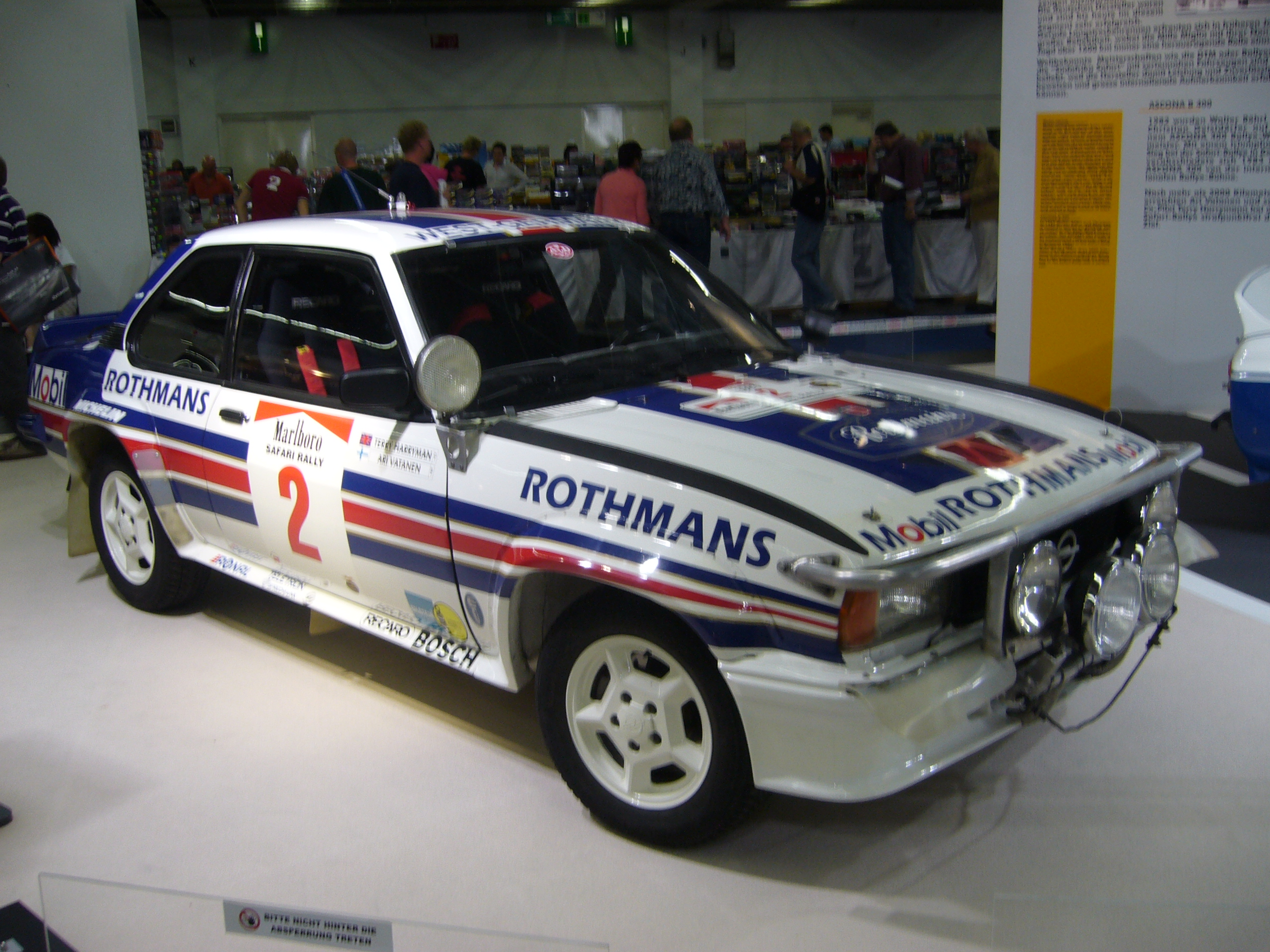
L'Opel Ascona usata da Toivonen

Aveva iniziato a correre nel 1975 nelle particolari gare sul ghiaccio con una Simca Rallye, per poi passare due anni dopo alla Sunbeam Avenger. Nel 1978, alla guida di una Citroën CX, corre in Portogallo e all'Acropoli, ma in entrambe le gare non arrivò al termine; lo stesso anno, con una Talbot del Gruppo 2 corre al RAC arrivando 9º. Nel 1979 corre molto in Inghilterra con una Ford Escort del Gruppo 4 alternata ad altre macchine, tra cui una Fiat 131 Abarth Rally ufficiale, avuta grazie a suo padre, molto amico di Cesare Fiorio.
Nel 1980 diventa pilota ufficiale Talbot, correndo con una Sunbeam Lotus insieme a Guy Fréquelin. Vince l'Artic e il RAC, aggiudicandosi a 24 anni, 3 mesi e 24 giorni il primato di pilota più giovane a vincere un rally iridato. Successivamente arriva 5º al Sanremo del 1980 e al Monte Carlo del 1981, trovandosi accanto come navigatore Fred Gallagher, uno che non parla la sua lingua e che conosce solo l'inglese: per capirsi nomineranno le curve cattive, veloci e medie. Nel 1981 arriva 2º in Portogallo e in Italia. Nel 1982 e 1983 fa parte del Team Rothmans, in squadra con Walter Röhrl, con una Opel Ascona 400 e Manta 400, ottenendo molti ritiri, rimonte storiche, ma poche soddisfazioni. Nell'attesa di correre il Campionato Europeo Rally con una Porsche 911 a trazione integrale, corre il San Marino con una Ferrari 308 GTB, ma è costretto a ritirarsi per la rottura della scatola dello sterzo. Nel 1984 arrivò 2º all'Europeo con la 911 del Team Rothmans (malgrado la Porsche non fosse mai stata omologata e piena di problemi) aggiudicandosi cinque gare, compreso il Costa Smeralda, nonostante corresse con le "stampelle" per problemi fisici, a causa dell'incidente in una gara karting.
Nel frattempo debutta con la Lancia Rally 037 prendendo parte a qualche gara del mondiale, conquistandosi la fiducia di Cesare Fiorio che lo vuole nel Team Lancia Martini Racing, passando definitivamente nel 1985 a far parte della casa torinese, e vivendo la fase finale della 037, ormai sorpassata dalle vetture a quattro ruote motrici; in Costa Smeralda però esce di strada infortunandosi nuovamente alle vertebre, rimanendo fermo per due mesi. Lancia, per stare al passo con la nuova tecnologia delle quattro ruote motrici (più competitive sullo sterrato), ha già pronta la nuova "arma", la Delta S4.
L'inizio della stagione 1986 lo vede tra i favoriti per la vittoria finale del Mondiale, ottenendo subito una vittoria a Monte Carlo. In Svezia, quando era già in testa dopo poche speciali, una rottura di una valvola lo costrinse al ritiro. In Portogallo, dopo la prima speciale (con le tre Lancia di Markku Alén, Toivonen e Miki Biasion già in testa) ci fu uno sciopero bianco dei piloti, i quali, in seguito all'incidente di Santos con la Ford RS200, in cui rimasero uccisi tre spettatori, decisero di non partire per le speciali successive per le scarse misure di sicurezza dei tifosi lungo i tracciati; Toivonen fu portavoce della protesta di tutti i piloti ufficiali che partecipavano al Rally. Al Costa Smeralda ottenne la vittoria in maniera schiacciante, anche considerando che per alcune speciali ebbe un guasto al compressore volumetrico della Delta S4.

### La morte

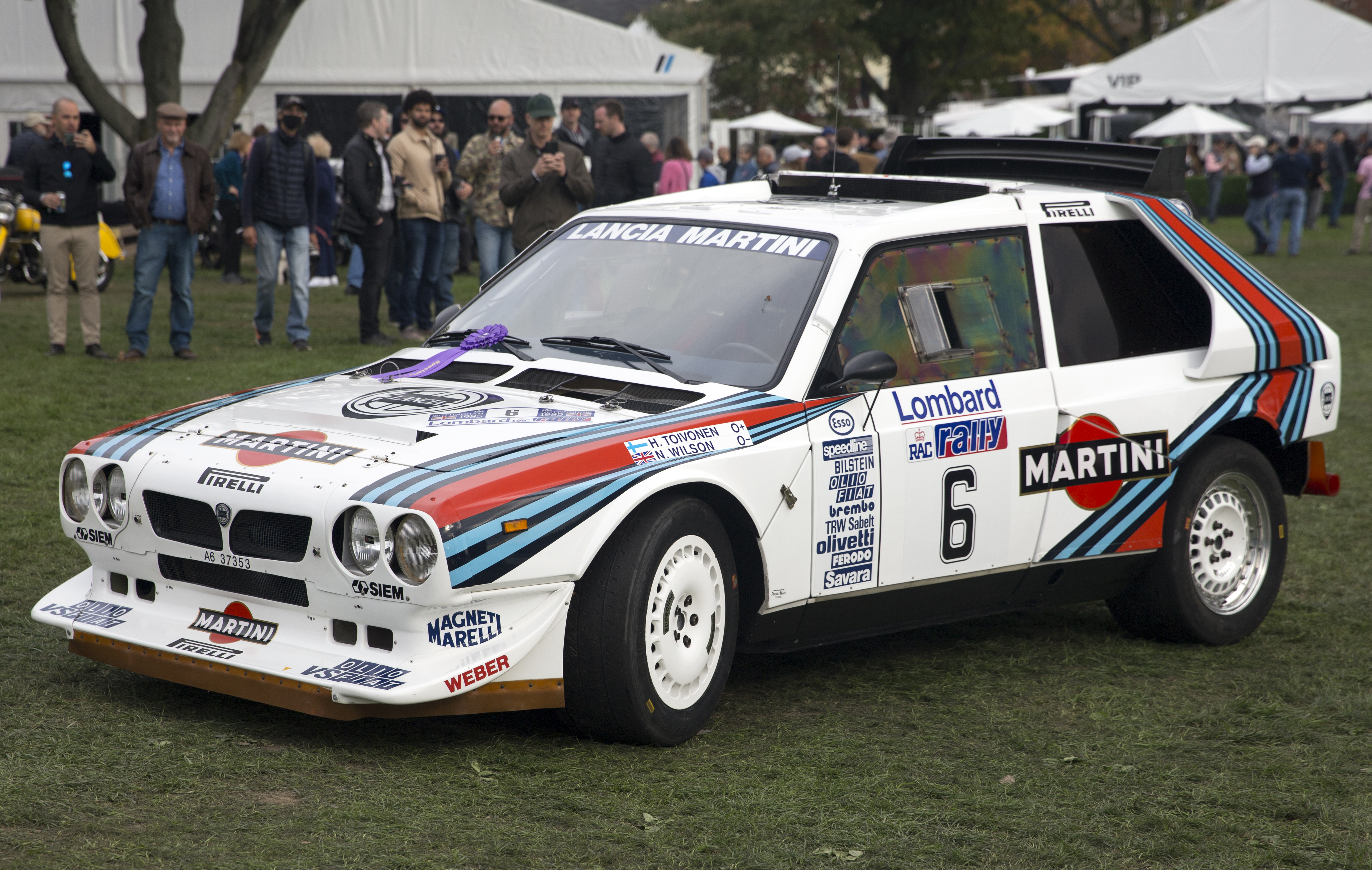
La Lancia Delta S4 con cui l'equipaggio Toivonen-Wilson ha vinto nel 1985 il Rally di Gran Bretagna

Al Tour de Corse del 1986 Toivonen prese immediatamente la testa della corsa, con ampi distacchi: dopo 17 prove speciali distanziava di due minuti e quarantacinque secondi il pilota che al momento era appena dietro di lui nella temporanea classifica del rally, il francese Bruno Saby. Malauguratamente uscì di strada sulla discesa del Col d'Ominanda, lungo una curva a sinistra apparentemente facile, ma che comunque confinava con un burrone molto ripido, pieno di alberi e non protetto da muretti o guard rail.
L'auto, cappottando, urtò con il fondo il fusto di un albero, e il serbatoio della benzina, che si trovava sotto i sedili, fu compresso fino alla rottura; la benzina, venendo a contatto con le parti incandescenti del turbocompressore e dei collettori di scarico, si incendiò e con essa l'intera auto, che aveva appena finito di cappottare fermandosi sul tetto. Non ci fu scampo per Henri e per il suo navigatore, Sergio Cresto. Saby e Biasion, arrivati sul luogo dell'incidente in un paio di minuti, non poterono fare niente per salvare Henri e Sergio, in quanto il calore emanato dall'incendio era insopportabile anche a diversi metri di distanza. Erano le 14:58 del 2 maggio 1986 e la Lancia non poté fare altro che ritirare ogni sua vettura dalla competizione lasciando via libera a Saby, che non volle, come da tradizione, stappare lo champagne in piedi sul cofano della sua Peugeot 205 T16 E2 per la vittoria conseguita, in segno di rispetto per il pilota finlandese.
La morte di Toivonen e Cresto – avvenuta a un anno esatto di distanza dall'incidente mortale del loro compagno di squadra Attilio Bettega, tragedia che aveva sollevato i primi dubbi sulla sicurezza della categoria – fu l'episodio che portò alla definitiva soppressione del Gruppo B da parte della FIA. Dopo la sua scomparsa, Henri è rimasto nei cuori di tutti gli appassionati di rally e per questo, in suo onore, gli è dedicata la Race of Champions, una gara annuale su circuito dove i piloti storici di tutte le epoche si affrontano usando diversi tipi di auto. Sul luogo dell'incidente, dov'è posta una lapide commemorativa, vi sono messaggi e ricordi dei suoi fan.

## Palmarès
| #       | Rally                      | Stagione | Co-pilota    | Auto                 |
| ------- | -------------------------- | -------- | ------------ | -------------------- |
| Oro     | WRC Rally di Monte Carlo   | 1986     | S. Cresto    | Lancia Delta S4      |
| Oro     | WRC Rally di Gran Bretagna | 1985     | N. Wilson    | Lancia Delta S4      |
| Bronzo  | WRC Rally di Sanremo       | 1985     | J. Piironen  | Lancia Rally 037     |
| Bronzo  | WRC Rally di Finlandia     | 1984     | J. Piironen  | Lancia Rally 037     |
| Bronzo  | WRC Rally dell'Acropoli    | 1982     | F. Gallagher | Opel Ascona 400      |
| Bronzo  | WRC Rally di Gran Bretagna | 1982     | F. Gallagher | Opel Ascona 400      |
| Argento | WRC Rally del Portogallo   | 1981     | F. Gallagher | Talbot Sunbeam Lotus |
| Argento | WRC Rally di Sanremo       | 1981     | F. Gallagher | Talbot Sunbeam Lotus |
| Oro     | WRC Rally di Gran Bretagna | 1980     | P. White     | Talbot Sunbeam Lotus |

## Risultati nel WRC
| 1975 | Scuderia | Vettura        |  |  |  |  |  |  |     |  |  |  |  |  |  |  |  |  | Punti | Pos. |
| ---- | -------- | -------------- |  |  |  |  |  |  | --- |  |  |  |  |  |  |  |  |  | ----- | ---- |
| 1975 |          | Simca Rallye 2 |  |  |  |  |  |  | Rit |  |  |  |  |  |  |  |  |  |       |      |

| 1977 | Scuderia | Vettura          |  |  |  |  |  |  |   |  |  |  |  |  |  |  |  |  | Punti | Pos. |
| ---- | -------- | ---------------- |  |  |  |  |  |  | - |  |  |  |  |  |  |  |  |  | ----- | ---- |
| 1977 |          | Chrysler Avenger |  |  |  |  |  |  | 5 |  |  |  |  |  |  |  |  |  |       |      |

| 1978 | Scuderia                     | Vettura                                                 |  |  |  |     |     |     |  |  |  |  |   |  |  |  |  |  | Punti | Pos. |
| ---- | ---------------------------- | ------------------------------------------------------- |  |  |  | --- | --- | --- |  |  |  |  | - |  |  |  |  |  | ----- | ---- |
| 1978 | Citroën Citroën Compétitions | Citroën CX 2400 GTI Porsche 911 SC Talbot Sunbeam Lotus |  |  |  | Rit | Rit | Rit |  |  |  |  | 9 |  |  |  |  |  |       |      |

| 1979 | Scuderia     | Vettura                                  |  |  |  |  |  |  |     |  |  |  |     |  |  |  |  |  | Punti | Pos. |
| ---- | ------------ | ---------------------------------------- |  |  |  |  |  |  | --- |  |  |  | --- |  |  |  |  |  | ----- | ---- |
| 1979 | Total Oil GB | Fiat 131 Abarth Ford Escort RS 1800 MKII |  |  |  |  |  |  | Rit |  |  |  | Rit |  |  |  |  |  | 0     |      |

| 1980 | Scuderia                       | Vettura              |  |  |     |  |  |  |     |  |   |  |   |  |  |  |  |  | Punti | Pos. |
| ---- | ------------------------------ | -------------------- |  |  | --- |  |  |  | --- |  | - |  | - |  |  |  |  |  | ----- | ---- |
| 1980 | Talbot Cars GB Talbot Motor Co | Talbot Sunbeam Lotus |  |  | Rit |  |  |  | Rit |  | 5 |  | 1 |  |  |  |  |  | 28    | 10º  |

| 1981 | Scuderia            | Vettura              |   |  |   |  |     |     |  |  |     |   |  |     |  |  |  |  | Punti | Pos. |
| ---- | ------------------- | -------------------- | - |  | - |  | --- | --- |  |  | --- | - |  | --- |  |  |  |  | ----- | ---- |
| 1981 | Talbot Sport Talbot | Talbot Sunbeam Lotus | 5 |  | 2 |  | Rit | Rit |  |  | Rit | 2 |  | Rit |  |  |  |  | 38    | 7º   |

| 1982 | Scuderia                 | Vettura         |  |  |     |  |  |   |  |  |     |   |  |   |  |  |  |  | Punti | Pos. |
| ---- | ------------------------ | --------------- |  |  | --- |  |  | - |  |  | --- | - |  | - |  |  |  |  | ----- | ---- |
| 1982 | Rothmans Opel Rally Team | Opel Ascona 400 |  |  | Rit |  |  | 3 |  |  | Rit | 5 |  | 3 |  |  |  |  | 32    | 7º   |

| 1983 | Scuderia                 | Vettura                        |   |  |  |  |  |     |  |  |     |   |  |     |  |  |  |  | Punti | Pos. |
| ---- | ------------------------ | ------------------------------ | - |  |  |  |  | --- |  |  | --- | - |  | --- |  |  |  |  | ----- | ---- |
| 1983 | Rothmans Opel Rally Team | Opel Ascona 400 Opel Manta 400 | 6 |  |  |  |  | Rit |  |  | Rit | 4 |  | Rit |  |  |  |  | 16    | 14º  |

| 1984 | Scuderia       | Vettura          |  |  |     |  |  |     |  |  |   |  |  |  |  |  |  |  | Punti | Pos. |
| ---- | -------------- | ---------------- |  |  | --- |  |  | --- |  |  | - |  |  |  |  |  |  |  | ----- | ---- |
| 1984 | Martini Racing | Lancia 037 Rally |  |  | Rit |  |  | Rit |  |  | 3 |  |  |  |  |  |  |  | 12    | 16º  |

| 1985 | Scuderia       | Vettura                          |   |  |  |  |  |  |  |  |   |   |  |   |  |  |  |  | Punti | Pos. |
| ---- | -------------- | -------------------------------- | - |  |  |  |  |  |  |  | - | - |  | - |  |  |  |  | ----- | ---- |
| 1985 | Lancia Martini | Lancia 037 Rally Lancia Delta S4 | 6 |  |  |  |  |  |  |  | 4 | 3 |  | 1 |  |  |  |  | 48    | 6º   |

| 1986 | Scuderia       | Vettura         |   |     |     |  |     |  |  |  |  |  |  |  |  |  |  |  | Punti | Pos. |
| ---- | -------------- | --------------- | - | --- | --- |  | --- |  |  |  |  |  |  |  |  |  |  |  | ----- | ---- |
| 1986 | Martini Lancia | Lancia Delta S4 | 1 | Rit | Rit |  | Rit |  |  |  |  |  |  |  |  |  |  |  | 20    | 13º  |

| Legenda | 1º posto | 2º posto | 3º posto | A punti | Senza punti | Ritirato | Squalificato | NP=Non partito C=Gara cancellata | Apice=Power stage |